# Chaetoderma nanulum
Chaetoderma nanulum är en blötdjursart som beskrevs av Heath 1911. Chaetoderma nanulum ingår i släktet Chaetoderma och familjen Chaetodermatidae. Inga underarter finns listade i Catalogue of Life.